# Krowinka (przystanek kolejowy)
Krowinka (ukr. Кровинка, ros. Кровинка) – przystanek kolejowy w miejscowości Krowinka, w rejonie trembowelskim, w obwodzie tarnopolskim, na Ukrainie.